# Шонат, Колумба
Мария Колумба Шонат (нем. Maria Columba Schonath, 11 декабря 1730, Burgellern, Бамберг — 3 марта 1787, Бамберг) — немецкая монахиня из Ордена проповедников (доминиканцев), стигматик и мистик. Она принадлежала к монастырю Святой Девы Марии в Бамберге. Дело о её беатификации было начато в 1999 году.

## Биография
Дочь мельника Иоганна Георга Шоната и Катарины Шонат была крещена с именем Мария Анна в приходской церкви в Шеслице. Она ходила в школу с девяти лет. С самых юных лет она была очень набожной.
27 мая 1753 года Шонат была принята в монастырь Heilig Grab («Гроб Господень») в Бамберге. При постриге ей дали монашеское имя Мария Колумба, в честь Колумбы из Риети.
Шонат дала религиозные обеты 24 сентября 1754 года. Год спустя она начала страдать от необъяснимых болезней и приступов лихорадки, а также у неё появились язвы. Это создавало большие препятствия для её жизни в монастыре. Она часто лежала прикованной к постели. Единственным утешением, которое она могла получить во время своих страданий, было размышление о страданиях Христовых, при взгляде на старинное распятие. Считается, что в 1763 году она получила стигматы. Наличие стигматов было задокументировано с декабря 1763 года. Случались также мистические видения, превосходившие её физические силы. 3 марта 1787 года она скончалась после 33 лет, проведённых в монастыре. Её похоронили в приделе монастырской церкви.
Поскольку монастырь был упразднён в ходе секуляризации в 1803 году, останки Шонат были перенесены на городское кладбище, а после восстановления монастыря в 1926 году — обратно в церковь.

## Процесс беатификации

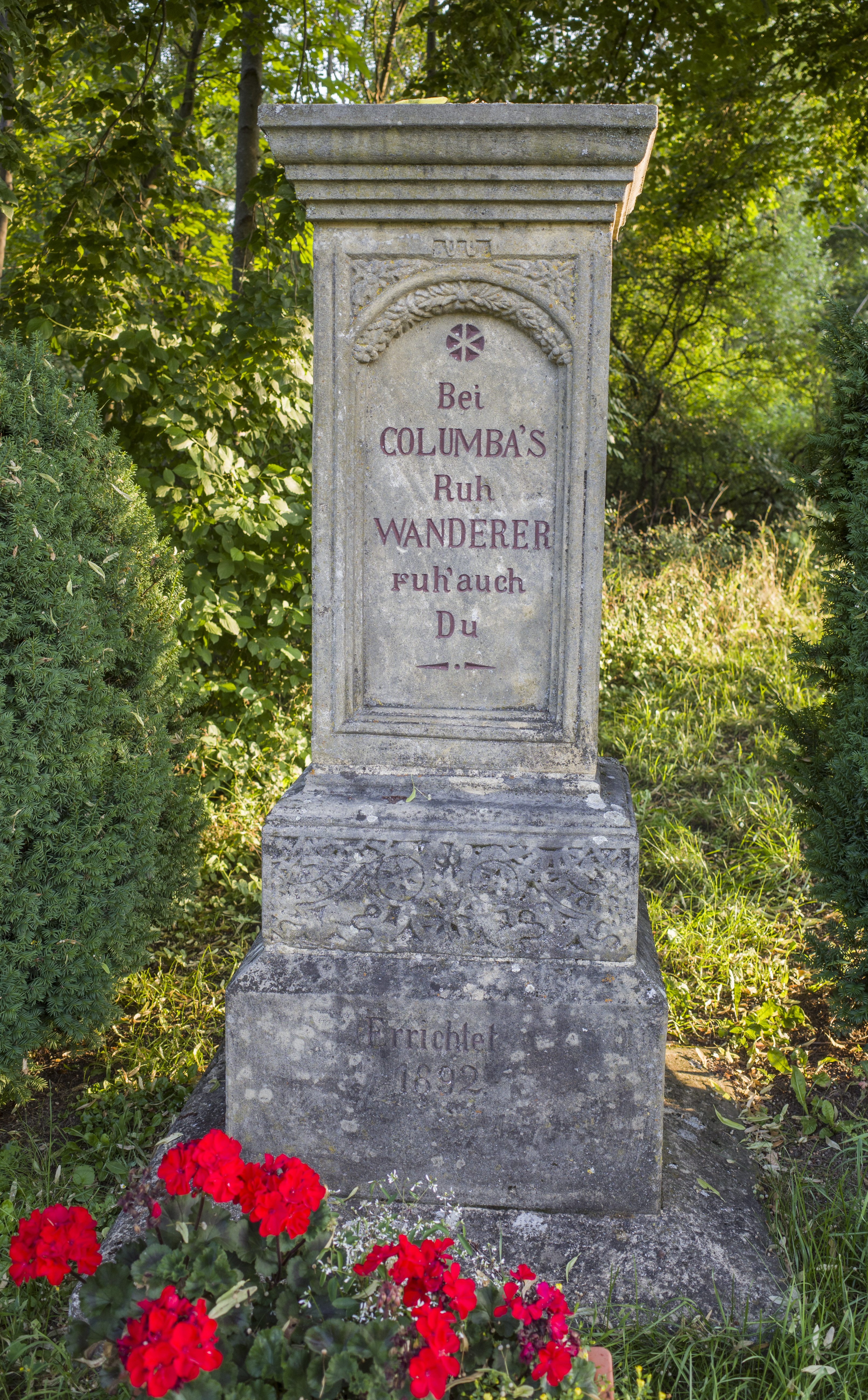
Мемориал Колумбе Шонат в Шеслице, воздвигнутый в 1892 г.

15 мая 1999 года архиепископ Бамбергский Карл Браун начал процесс беатификации Шонат на епархиальном уровне. Предыдущие попытки не увенчались успехом из-за неблагоприятных обстоятельств того времени, таких как упразднение монастыря. Архиепископская комиссия по беатификации пытается продвинуть канонический процесс на епархиальном уровне. Постулатором процесса беатификации является Рейнхольд Ортнер.